# Monique Badénes
Monique Badénès (ur. 4 kwietnia 1925 w Le Mans, zm. 3 sierpnia 2021 w Nantes) – francuska polityk, dziennikarka i urzędniczka państwowa, w 1989 posłanka do Parlamentu Europejskiego II kadencji.

## Życiorys
Ukończyła studia z literaturoznawstwa, podczas nauki działała w organizacji Jeunesse Étudiante Chrétienn. Pracowała jako dziennikarka w Brukseli, specjalizująca się w kwestiach europejskich. Od 1967 przez wiele lat współpracowała z Alainem Poherem jako zastępca szefa jego biura jako przewodniczącego Senatu i tymczasowego prezydenta.
Związała się z Centrum Demokratów Społecznych, razem z którym wstąpiła do Unii na rzecz Demokracji Francuskiej. Od 1981 była sekretarzem generalnym UFDC, ogólnoeuropejskiej chadeckiej organizacji kobiecej. W styczniu 1989 uzyskała mandat posłanki do Parlamentu Europejskiego w miejsce Christiane Scrivener. Przystąpiła do Europejskiej Partii Ludowej, należała m.in. do Komisji ds. Rozwoju i Współpracy.